# کولونگا اوستروویتسکا
کولونگا اوستروویتسکا (به لهستانی:  Kolonia Ostrowicka) یک روستا در لهستان است که در گمینا گنگو واقع شده‌است.
 کولونگا اوستروویتسکا  ۶۱۰ نفر جمعیت دارد.